# Kosmas I.
Svatý Kosmas I. byl v letech 1075–1081 patriarcha konstantinopolský.

## Život
Pocházel z Antiochie. Byl velmi vzdělaný a většinu života prožil v Jeruzalémě.
Dne 1. srpna 1075 byl zvolen patriarchou konstantinopolským.
Dne 1. ledna 1078 svolal mnoho biskupů a církevních hodnostářů, kteří byli nespokojeni s císařem Michaelem VII. Dukasem. Společně požadovali, aby opustil trůn. Dne 3. dubna 1078 slavnostně korunoval císaře Nikéfora III. Botaneiatéta.
Dne 1. dubna 1081 podplatil Alexios Komnenos velitele oddílu německých žoldáků, který otevřel brány města a vpustil rebely dovnitř. Kosmas přesvědčil Nikéfora, aby se dobrovolně vzdal trůnu a zabránil krveprolití. Dne 3. dubna 1081 korunoval císařem Alexia. Poté rezignoval na svůj post a odešel do monastýru Kallia.